# Michel Daher
 (juillet 2020).
Pour les articles homonymes, voir Daher (homonymie).
Michel Georges Daher, né le 7 mars 1961, est un entrepreneur, investisseur, philanthrope et homme politique libanais, fondateur de Daher Capital et Daher Foods. 
En mai 2018, il a été élu député au Liban pour le district de Zahlé.

## Biographie

### Jeunesse
Daher a grandi à Ferzol, au Liban, où son père était agriculteur. Il est l'aîné de six frères et sœurs. Michel a épousé Marleine Sayde en 1986 et ils ont ensemble quatre enfants, George, Mark, Edwina et Perla.

### Daher Foods
Michel Daher a fondé Daher Foods en 1992, l'une des plus grandes sociétés de produits de grande consommation de la région MENA. Daher Foods exploite l'une des plus grandes opérations de snacks salés au Moyen-Orient.
En 2016, Daher Foods a commencé à produire des noix et des grains emballés dans une toute nouvelle usine de production.
Daher Foods a ajouté en 2019 des biscuits et des gaufrettes à son portefeuille de produits dans une toute nouvelle usine de production.

### Daher Capital
Daher a fondé Daher Capital, un bureau d'investissement familial privé. Daher Capital investit dans des actions de marchés publics développés, des actions de marchés émergents, des capitaux privés et du capital-risque.
Certains des investissements connus de Daher Capital comprennent FXCM, où en 2007, Daher Capital a uni ses forces avec Lehman Brothers et l'Université de Yale pour acheter une participation de 35% . FXCM a été introduit sur le NYSE en décembre 2010 avec une capitalisation boursière de 1,6 milliard de dollars , un processus dans lequel Daher a joué un rôle actif. En 2013, Daher a vendu sa participation dans FXCM et a investi dans son rival Gain Capital .
En 2013, Daher a acquis une participation importante dans le plus grand producteur de volaille des États-Unis , Pilgrim's Pride et est devenu le deuxième actionnaire de la société . En 2013, Pilgrim's Pride a réalisé un chiffre d'affaires de 9,0 milliards de dollars .
Daher Capital est également connu pour être un investisseur très actif en capital-risque. En 2017, Daher Capital a été reconnu comme « l'un des plus grands supporters des entreprises technologiques de Los Angeles dans les coulisses » par le LA Times.
Certains des investissements de capital-risque connus de Daher Capital comprennent Maker Studios avant sa vente à Disney pour 1 milliard de dollars ,, dans Bonds.com avant sa vente à la Bourse de Londres ,, et Burstly, développeur de TestFlight, avant sa vente à Apple. En avril 2019, Daher Capital a travaillé avec BridgePoint Advisers pour acquérir Kyriba dans le cadre d'une transaction évaluant la société à 1,2 milliard de dollars.
Autres sociétés dans lesquelles Daher a investi et sont devenues publiques, notamment TrueCar , et Stonegate Mortgage.

### Carrière politique
Michel Daher a fait part de ses préoccupations concernant le modèle économique du Liban dès 2012, déclarant que « à moins que le gouvernement ne prenne de douloureuses mesures d'austérité, l'économie libanaise se rapprochera du bord d'une catastrophe », dans une interview au DailyStar à l'époque.
En 2018, Michel Daher s'est présenté au Parlement sur un programme de réforme économique visant à réduire la dépendance du Liban à l'égard des envois de fonds de la diaspora et à augmenter la productivité du pays, estimant que le modèle actuel n'était pas durable.
En mai 2018, Michel Daher a été élu indépendant au Parlement libanais dans le district de Zahlé, l'un des domaines les plus contestés et les plus compétitifs du Liban lors des élections législatives. Daher a couru contre les dynasties politiques et a gagné par une large marge. Lors de son élection, Daher a promis de transférer tous les salaires et avantages sociaux de l'État pendant son mandat à l'armée libanaise.
Les positions politiques de Daher ont tourné autour de l'économie libanaise, mettant en garde contre un effondrement économique imminent si l'establishment politique n'effectuait pas de réformes. L'économie du Liban s'est effondrée en octobre 2019 en raison de son endettement élevé, de la corruption, de la dépendance à l'égard des envois de fonds et du secteur bancaire et du manque de productivité.
Pour atténuer tous les effets de l'effondrement économique, Daher a soumis en novembre 2019 une loi sur le contrôle des capitaux au Parlement ainsi que l'abolition des lois sur le secret bancaire afin de restituer les fonds publics volés, tous deux rejetés par l'establishment politique existant.
Daher est également membre du conseil d'administration de l'Association des industriels libanais (ALI)  et siège au comité exécutif du Conseil supérieur des catholiques grecs au Liban.